# Жи (Горња Савоја)
Жи (фр. Giez) насеље је и општина у источној Француској у региону Рона-Алпи, у департману Горња Савоја која припада префектури Анси.
По подацима из 2011. године у општини је живело 554 становника, а густина насељености је износила 43,79 становника/km². Општина се простире на површини од 12,65 km². Налази се на средњој надморској висини од 481 метар (максималној 1.782 m, а минималној 472 m).

## Демографија
| 1861. | 1901. | 1911. | 1921. | 1946. | 1954. | 1962. | 1968. | 1975. | 1982. | 1990. | 1999. | 2011. |
| ----- | ----- | ----- | ----- | ----- | ----- | ----- | ----- | ----- | ----- | ----- | ----- | ----- |
| 474   | 364   | 323   | 304   | 238   | 268   | 284   | 290   | 283   | 344   | 341   | 446   | 554   |

График промене броја становника у току последњих година